# Rila Fukushima
Rila Fukushima (jap. 福島リラ Fukushima Rira), ur. w Tokio – japońska aktorka i modelka.
Karierę zaczynała jako modelka, wystąpiła też w kilku teledyskach m.in. „Where Are We Runnin'”, Lenny'ego Kravitza i  - „Wicked Way”, Bena Taylora. Jako aktorka, stała się znana, dzięki występowi w filmie The Wolverine jako Yukio.